# Pandalopsis aleutica
Pandalopsis aleutica är en kräftdjursart som beskrevs av M. J. Rathbun 1902. Pandalopsis aleutica ingår i släktet Pandalopsis och familjen Pandalidae. Inga underarter finns listade i Catalogue of Life.